# Картушина Балка
Картушина Балка — хутор в Кущёвском районе Краснодарского края.
Входит в состав Кущёвского сельского поселения.

## География
Расположен в северной части Приазово-Кубанской равнины.

### Улицы
- ул. Северная.

## Население
| 2002 | 2010 |
| ---- | ---- |
| 141  | ↘63  |